# Yazīd ibn al-Muhallab
Yazīd ibn al-Muhallab arabisch يزيد بن المهلب (* 673; † 720) mit der Kunya Abū Chālid oder Abū Saʿīd war ein arabischer Militärführer aus dem Stamm der Azd im Reich der Umayyaden, der Anfang des 8. Jahrhunderts eine wichtige Rolle in den politischen Flügelkämpfen zwischen nordarabischen und südarabischen Stämmen spielte. Nachdem er von 702 bis 704 als Statthalter von Chorasan und von 715 bis 717 als Statthalter über den gesamten Osten des Reiches fungiert hatte, führte er im Jahre 720 in Basra einen erfolglosen Aufstand gegen die Herrscherfamilie an, der mit seinem Tod und einem Blutbad an seiner Verwandtschaft, den sogenannten Muhallabiden, endete.

## Statthalterschaft in Chorasan und Konflikt mit al-Haddschādsch
Yazīd ibn al-Muhallab war der Sohn des Militärführers al-Muhallab ibn Abi Sufra, den al-Haddschādsch ibn Yūsuf 694 mit der Bekämpfung der Azraqiten beauftragt hatte, und der Azditin Dahma. Nachdem Muhallab die Azraqiten besiegt hatte, wurde er 698 von al-Haddschādsch mit dem Amt des Statthalters von Chorasan belohnt. Kurz bevor al-Muhallab im Januar 702 starb, ernannte er seinen Sohn Yazīd, der ab einem unbekannten Zeitpunkt selbst an dem Kampf gegen die Azraqiten teilgenommen hatte, zum Nachfolger. Al-Haddschādsch bestätigte Yazīd in seinem Amt, doch kam es bald zu einer Verschlechterung des Verhältnisses mit ihm, als Yazīd nach der Niederschlagung des Aufstandes des Ibn al-Aschʿath von den Rebellen, die auf sein Gebiet gezogen waren, nur diejenigen auslieferte, die den nördlichen Stämmen der Mudar angehörten, nicht jedoch Angehörige der südarabischen Azd. Ein Gefangener führte dies al-Haddschādsch mit den folgenden Versen vor Augen:
Li-anna-hū kāsa fī iṭlāqi usrati-hī

wa-qāda naḥwa-ka fī aġlāli-hā Muḍaran

waqā bi-qaumi-ka wirda l-mauti usrata-hū

wa-kāna qaumu-ka adnā ʿinda-hū ḫaṭaran
Weil er (Yazīd so) gewitzt war, seine Verwandtschaft (die Südaraber) freizulassen,

und die Mudar (die Nordaraber) in Ketten dir (al-Haddschādsch) zuführte.

Er bewahrte seine Verwandtschaft vor der Tränke des Todes durch deine Leute (die Nordaraber).

Deine Leute waren ihm weniger wichtig.
Unter anderem wegen dieses Vorfalls forderte al-Haddschādsch im Frühjahr 704 Yazīd auf, den Statthalterposten seinem Bruder al-Mufaddal zu überlassen und zu ihm in den Irak zu kommen. Nach einer abweichenden Überlieferung aus Oman erfolgte die Absetzung Yazīds erst während des Kalifats von al-Walid I., der al-Haddschādsch in den von ihm beherrschten Provinzen noch freier walten ließ. Im Oktober 705 setzte al-Haddschādsch Yazīd mit mehreren Brüdern gefangen und ließ sie im Gefängnis foltern, um auf diese Weise an ihr Vermögen zu gelangen.

## Flucht zu Sulaimān und Statthalterschaft über den Osten
Nachdem Yazīd und seinen Brüdern im Jahre 709 in Verkleidung die Flucht aus dem Gefängnis gelungen war, begaben sie sich zu dem designierten umayyadischen Thronfolger Sulaimān, der in seiner neu erbauten Stadt Ramla als Statthalter von Palästina fungierte. Sulaimān, der mit einer Frau von den Azd verheiratet war und in einem antagonistischen Verhältnis zu al-Haddschādsch stand, gewährte ihm und seiner Familie Schutz.
Nach seiner Thronbesteigung im Jahre 715 ernannte Sulaimān Yazīd, der zu seinem persönlichen Freund geworden war, zum Statthalter des Irak und von Chorasan und verlieh ihm verschiedene Besitztitel über Ländereien im Irak. Yazīd, der damit zum indirekten Nachfolger al-Haddschādschs aufstieg, erhielt in den von ihm verwalteten Provinzen völlig freie Hand und besetzte mehrere Ämter, die vorher in der Hand von Gefolgsleuten al-Haddschādschs waren, mit Brüdern und Angehörigen südarabischer Stämme. Als seinen Stellvertreter in al-Wāsit, der von al-Haddschādsch neu gegründeten Hauptstadt Iraks, setzte er allerdings einen Nordaraber ein, al-Dscharrāh ibn ʿAbdallāh al-Hakamī.
Um sich der finanziellen Kontrolle durch die Beamten des Kalifen zu entziehen, verlegte Yazīd 716 seine Residenz nach Chorasan. Dort unternahm er mehrere Kriegszüge gegen die Türken in den Gebieten südlich des Kaspischen Meeres und unterwarf das Gebiet von Dschurdschān. Bevor er nach Chorasan zurückkehrte, gründete er in der neueroberten Provinz die Stadt Gorgan, in der einer seiner Heerführer seine Residenz aufschlug. Eine Besonderheit der Statthalterschaft Yazīds war, dass er zum ersten Mal auf dem Gebiet Irans auch syrische Truppen zum Einsatz brachte.
Während seines Aufenthaltes in Chorasan bedachte Yazīd mehrere seiner Verwandten mit Posten in Unterstatthalterschaften. Al-Yaʿqūbī schreibt: „Yazīd beauftragte seine Brüder und Söhne mit den Ländern: er beauftragte [seinen Sohn] Machlad mit Samarkand, [seinen Bruder] Mudrik ibn al-Muhallab mit Balch und [seinen Bruder] Muhammad ibn al-Muhallab mit Marw. Yazīds Einfluss (amr) wurde groß in Chorasan“. Nach al-ʿAutabī war Machlad, als ihn sein Vater Yazīd als Statthalter über Transoxanien einsetzte, erst zwölf Jahre alt.

## Al-Farazdaqs Lobgedichte auf Yazīd ibn al-Muhallab
Yazīd selbst wirtschaftete in Chorasan großzügig und zog viele Dichter an seinen Hof, darunter auch den berühmten Dichter al-Farazdaq, der vorher im Dienst des Kalifen al-Walid I. gestanden hatte. Den früheren Weggang der Muhallabiden aus Chorasan und die Einsetzung von Qutaiba ibn Muslim aus dem Stamm Bāhila als neuen Statthalter schilderte er als ein großes Unglück:
Bakat ǧazaʿan Marwā Ḫurasān iḏ raʾat

bi-hā Bāhilīyan baʿda āli Muhallabi
„Es weinten vor Trauer die beiden Merw, als sie sahen

einen Bāhiliten nach dem Weggang der Muhallabiden“
Abā Ḫālidin badat Ḫurasān baʿda-kum

wa-qāla ḏawu l-ḥāǧāt aina Yazīd

fa-mā li-surūrin baʿda faqdi-ka bahǧatun

wa-lā li-ǧawādin baʿda faqdi-ka ǧūd
Abū Chālid, Chorasan war verloren seit Eurem Weggange

und wer in Nöten war, sagte: Wo ist Yazīd?

Und kein Vergnügen bringt mehr Freude seit deiner Abwesenheit

und kein Freigebiger übt seit deinem Fortgehen Freigebigkeit.
In einem langen Lobgedicht auf die Muhallabiden beschrieb al-Farazdaq Yazīd als einen tapferen Fürsten und rühmte seine Feldzüge gegen die Türken. Sein Ruhm habe den Ruhm des ganzen Hauses Muhallab erhöht. An einer Stelle des Gedichtes pries er Yazīd sogar als einen frommen König:
innī ra’aitu Yazīda ʿinda šabābi-hā

labisa t-tuqā wa-mahābata l-ǧabbār

malikun ʿalai-hi mahābatu t-taqī

qamaru t-tamāmi bi-hī wa-šamsu nahāri
Siehe, ich habe Yazīd schon in seiner Jugend gesehen,

er war gekleidet in Gottesfurcht und die Ehrwürdigkeit des Riesen.

Ein König, auf dem die Ehrwürdigkeit eines frommen Königs ruht,

es sind in ihm zusammengetroffen der Vollmond und des Tages Sonne.
Auch lobte er Yazīd in dem Gedicht dafür, dass in seinem Heer Nord- und Südaraber vereint kämpften.

## Absetzung und Aufstand in Basra
Noch vor Sulaimāns Tod im Jahre 717 wurde die Stellung Yazīds in Chorasan erschüttert, und als ʿUmar ibn ʿAbd al-ʿAzīz zum Kalifen wurde, setzte er den Freund seines Vorgängers ab. Als Grund dafür wird in den Quellen ein Brief Yazīds an Sulaimān genannt, der ʿUmar nach dem Tod Sulaimāns in die Hände fiel. Darin soll Yazīd dem Kalifen einen prahlerischen Bericht über seinen Feldzug und die dabei erlangte Beute gegeben haben. ʿUmar forderte auf Grund der in dem Brief genannten Summe die Zahlung des Fünften (ḫums) und nahm Yazīd, als dieser sich als zahlungsunfähig erwies, in Schuldhaft.
Kurz vor oder nach ʿUmars Tod im Februar 720 gelang es Yazīd ibn al-Muhallab, erneut aus dem Gefängnis zu entkommen und nach Basra zu fliehen, der Heimat seiner Familie, in der auch viele Angehörige der Azd ʿUmān lebten. Von dem neuen Kalifen Yazīd II. konnte er nicht viel Gutes erwarten, denn dieser war ein enger Verbündeter al-Haddschādschs gewesen und hatte dessen Nichte geheiratet. Nachdem Yazīd ibn al-Muhallab (ab jetzt: Ibn al-Muhallab) vergeblich versucht hatte, bei dem Statthalter von Basra, ʿAdī ibn Artāh, die Freilassung seiner Familienangehörigen zu erwirken, brachte er mit Unterstützung der Azd und Rabīʿa die Stadt in seine Gewalt und setzte den umayyadischen Statthalter gefangen.
Offenbar unter dem Einfluss eines charidschitischen Sektenführers, dessen Name in den Quellen mit Samaidaʿ angegeben wird, ging Ibn al-Muhallab nun zum offenen Aufstand gegen die Umayyaden über und strebte das Kalifat an. Im Namen des „Buch Gottes und der Sunna des Propheten“ rief er zu einem Dschihad gegen die Syrer auf, der dringender und verdienstvoller sei als derjenige gegen Dailamiten und Türken. Viele Bewohner Basras und der Umgebung folgten seinem Aufruf, darunter auch Charidschiten und Murdschi'iten und sogar verschiedene Angehörige des nordarabischen Stamms Tamīm. Im Frühsommer 720 bekundeten auch verschiedene Gebiete Irans, die von Basra abhängig waren, darunter Chusistan, Kerman und Fars, Ibn al-Muhallab ihre Loyalität.
Auf Ablehnung stieß Ibn al-Muhallabs Politik dagegen bei dem basrischen Prediger al-Hasan al-Basrī. Er warf ihm vor, die Religion für weltliche Zwecke auszunutzen, doch konnte er damit nur wenige Menschen davon abhalten, Ibn al-Muhallab zu unterstützen, und wurde sogar als Verräter beschimpft. Aber auch der Dichter al-Farazdaq, der zunächst noch zu Ibn al-Muhallab gehalten und seinen Sieg über ʿAdi ibn Artāh besungen hatte, ging nun auf Distanz zu ihm.
Als der Kalif Yazīd die arabischen Stämme in Syrien mobilisierte und unter dem Oberbefehl seines Bruders Maslama in Richtung Irak ziehen ließ, war der Schrecken groß, so dass Ibn al-Muhallab von seinem Bruder Habīb den Rat erhielt, nach Fars auszuweichen. Gegen den Rat des Bruders zog jener jedoch nach Norden, um den vorrückenden Syrern zuvorzukommen und Kufa, das zweite große Zentrum des Irak, unter seine Kontrolle zu bringen. Nachdem er Wāsit in seine Gewalt gebracht hatte, schlug er im August sein Lager bei ʿAqr auf, einem kleinen Kastell in der Nähe der alten Stadt Babylon am Großen Sarāt-Kanal, der in den Euphrat mündete. Während noch verschiedene Bewohner der Stadt Kufa, darunter Angehörige der Tamīm, in sein Lager überliefen, rückten die syrische Truppen unter dem Oberbefehl Maslamas heran und schlugen ihr Lager am anderen Ufer des Kanals auf.
Ein Überraschungsangriff auf die Syrer kam nicht in Frage, da zwei Sektenführer in Ibn al-Muhallabs Heer, Samaidaʿ und der Murdschi'it Abū Ru'ba, darauf bestanden, dass man die Gegner erst zu Koran und Sunna aufrufen und ihnen Gelegenheit geben müsste, sich zu bekehren. Am 24. August 720 eröffnete Maslama den Angriff. Nachdem er die von Ibn al-Muhallab errichteten Brücken angezündet hatte, ergriffen die Tamīm aus Kufa die Flucht, und es setzte eine Absetzbewegung ein. Yazīd ibn al-Muhallabs Heer geriet immer mehr in die Defensive, er und zwei seiner Brüder fielen im Kampf.
Die überlebenden Muhallabiden, die von den umayyadischen Truppen verfolgt wurden, flohen zunächst nach Basra und von dort zusammen mit anderen Angehörigen südarabischer Stämme mit Schiffen über das Meer nach Kerman. Da sie auch dort nicht sicher waren, wichen sie nach Qandabīl in Sindh aus. Auch dort wurden sie aber schließlich erfasst. Fast alle kampffähigen Männer der Muhallabiden wurden enthauptet; ihre abgeschnittenen Köpfe wurden nach Syrien geschickt und dort in Aleppo ausgestellt. In Basra wurden die Häuser der Muhallabiden zerstört und ihre Frauen und Kinder in die Sklaverei geführt. Ein umayyadischer Beamter löste sie allerdings später aus.

## Folgen des Aufstands
Der missglückte Aufstand des Ibn al-Muhallab verstärkte die sich bereits zu Anfang des 8. Jahrhunderts abzeichnende tribale Polarisierung im Umayyadenstaat. Der Dichter al-Farazdaq wechselte unmittelbar nach dem Tod Yazīds die politische Seite, stellte sich in den Dienst der Umayyaden und beschimpfte in einer Reihe von satirischen Gedichten die Muhallabiden und mit ihnen die südarabischen Stämme. Während die wichtigsten Ämter im Irak und im Osten des Reiches fortan fast ausschließlich nur noch mit Angehörigen nordarabischer Stämme aus dem syrisch-mesopotamischen Grenzland besetzt wurden, betrachteten die südarabischen Stämme die Niederwerfung Ibn al-Muhallabs als eine ihrer schlimmsten Erniedrigungen durch die Umayyaden und gingen dauerhaft in Opposition zu ihnen. Aufgrund ihrer Ablehnung der Umayyaden unterstützten sie auch die Aufstandsbewegung von Abū Muslim Chorāsānī, die zum Zusammenbruch des Umayyaden-Staates führte. Das Schlagwort, unter dem sie sich diesem Aufstand anschlossen, lautete „Rache für die Muhallabiden“.